# Mycovirus
Mycovirussen of mycoviren (Oudgrieks: μύκης mukēs: schimmel) zijn virussen die schimmels en gisten als waard hebben. De meeste mycoviren hebben een dubbelstrengs RNA (dsRNA) genoom en isometrische deeltjes, maar ongeveer 30% heeft een positief enkelstrengs RNA (ssRNA) genoom (Pearson et al., 2009; Bozarth et al., 1972).
In de niet-taxonomische groep van mycoviren komen virussoorten voor uit tot nu toe negen verschillende virusfamilies:
- Barnaviridae
- Chrysoviridae
- Hypoviridae
- Metaviridae
- Narnaviridae
- Partitiviridae
- Pseudoviridae
- Reoviridae
- Totiviridae
- Rhizidiovirus (niet geklassificeerde groep)

De in sporen en schimmeldraden voorkomende mycoviren veroorzaken bij schimmels meestal geen ziekteverschijnselen (hypovirulentie) en verspreiden zich bijna uitsluitend door celdeling of samensmelten van de waardschimmeldraden. Een buiten de schimmelcel voorkomende infectiecyclus treedt bij de meeste mycoviren niet op en ook komen bij een deel geen extracellulaire virionen voor. Ze worden daarom ook wel cryptoviren (gr. κρυπτός: verborgen) genoemd.
In het cytoplasma van de schimmelcel komen bij een infectie met een mycovirus virusachtige deeltjes (Virus-like particles, VLPs) voor.

## Voorkomen
Mycoviren komen voor in verschillende schimmelsoorten, die tot verschillende taxonomische groepen behoren, waaronder zakjeszwammen (Ascomycetes), steeltjeszwammen (Basidiomycetes) en de niet tot de schimmels gerekende waterschimmels (Peronosporomycetes). Bij verscheidene gistsoorten, zoals de biergist, die ook economisch van belang zijn, wordt bij infectie met mycoviren het zogenaamde „killertoxine“ gevormd. De geïnfecteerde gistcel vormt glycoproteïne, dat de celmembraan van niet-geïnfecteerde gistcellen beschadigd of toxisch werkt op de DNA-syntheseorganen (killergisten).

## Ontdekking
De eerste aanwijzing van virussen in schimmels werd gevonden in 1968 bij het onderzoek aan champignons van Agaricus bisporus, die een ernstige groeistoornis vertoonden In de schimmeldraden van deze champignons werden VLPs gevonden.
In 1970 werden in de schimmeldraden van Aspergillus foetidus ook VLPs en een viraal, dubbelstrengs RNA gevonden. Daar de eerste ontdekkingen van virale infecties bij schimmels met groeistoornissen gebeurden, werden vele mycoviren, die bij infectie geen symptomen geven, pas gevonden in de tachtiger en negentiger jaren van de twintigste eeuw met nucleïnezuur-hybridisering en PCR-technieken.

## Lijst van bekende mycovirussen

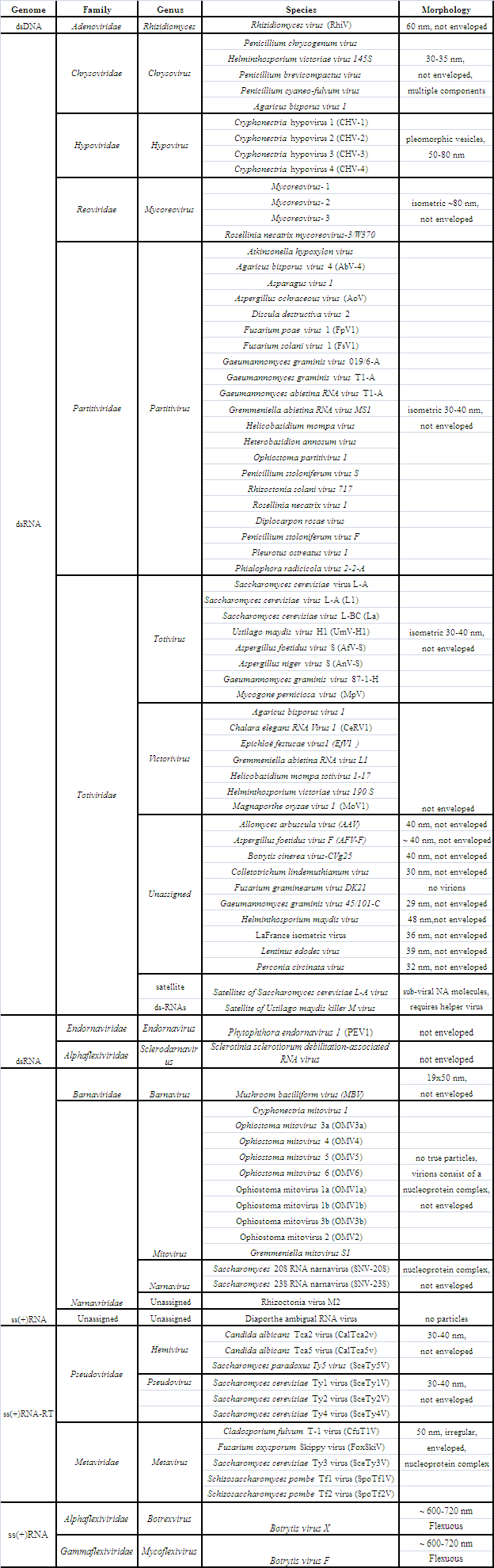
Lijst van mycovirussen